# St Olaves
St Olaves ist ein Dorf in der englischen Grafschaft Norfolk, das mit der Ortschaft Fritton zusammen die Gemeinde (Civil parish) Fritton and St Olaves bildet. St Olaves liegt am Fluss Waveney und dem Kanal Haddiscoe Cut in dem Naturschutzgebiet der Norfolk Broads.

## Geschichte
St Olaves ist nach dem dortigen mittelalterlichen Kloster benannt. Das Domesday Book von 1086 enthält ausführliche Angaben über Bevölkerung, Landbesitz und produktive Ressourcen, was zeigt, dass das Gebiet zur Zeit der normannischen Eroberung aktiv besiedelt war.
Die frühesten Hinweise auf menschliche Aktivitäten finden sich in Form von Feuersteinwerkzeugen aus dem Neolithikum. Funde aus Zeit der römischen Besatzung sind zahlreicher. Die einzigen sächsischen Funde sind einige spätsächsische Broschen.
Das Kloster St Olaves Priory im Westen der Gemeinde ist das älteste Bauwerk, auch wenn es heute eine Ruine ist.
Der Nordteil des klösterlichen Bauernhofs stammt aus dem 16. Jahrhundert und wurde an der Stelle eines Teils des Klosters errichtet, wobei viele mittelalterliche Ziegel wiederverwendet wurden.
In der sumpfigen westlichen Region der Gemeinde gibt es zwei Windmühlen, die der Entwässerung dienten. Caldecote oder Bell Hill Mill wurde 1844 erbaut und in den 1930er Jahren stillgelegt, wobei die Flügel kurz darauf entfernt wurden. Der Turm wurde 1991 durch ein Feuer zerstört und steht zwar noch, ist aber mit Brettern vernagelt. St Olaves Marsh Drainage Mill ist eine seltene Schrotmühle aus dem Jahr 1910. Sie hat einen quadratischen, spitz zulaufenden Turm mit geteerten, wetterfesten Seiten und wird von schweren Betonblöcken gestützt. Die Mühle wurde in den 1960er Jahren nicht mehr genutzt und verfiel, wurde aber 1980 restauriert. Die Anlagen im Inneren sind erhalten geblieben, obwohl die Entwässerung heute mittels einer elektrischen Pumpe erfolgt.
Die Brücke von St Olaves ist eine viktorianische Straßenbrücke über den Waveney. Sie wurde im Jahr 1847 erbaut und ersetzte eine frühere Brücke aus dem Jahr 1509 sowie eine noch ältere Fährstelle. Sie ist eine frühe Schrägseilbrücke und ein wichtiges Beispiel für eine Gusseisenkonstruktion. Die Fahrbahn wurde 1920 ersetzt und im Jahr 1960 wurde ein Weg für Fußgänger gebaut.

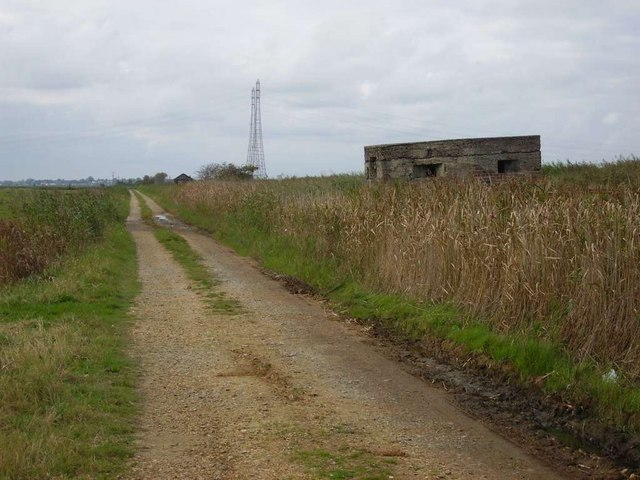
Geschützstellung aus dem Zweiten Weltkrieg

Die Lage der Gemeinde in der Nähe von Flüssen, die natürliche Verteidigungslinien bilden, hatte zur Folge, dass sie im Zweiten Weltkrieg Teil des Verteidigungsnetzes gegen eine erwartete Invasion war, das sich über ganz East Anglia erstreckte. Die meisten dieser Verteidigungsanlagen wurden nach dem Krieg abgebaut, aber östlich des Flusses ist noch ein Bunker als Stellung für Panzerabwehrmörser zu finden.

## Lage und Beschreibung
Das Dorf liegt rund 10 Kilometer südwestlich von Great Yarmouth und rund 10 Kilometer nordwestlich von Lowestoft (Suffolk). Seit der Gebietsreform von 1974 gehört es administrativ zu dem Borough Great Yarmouth.

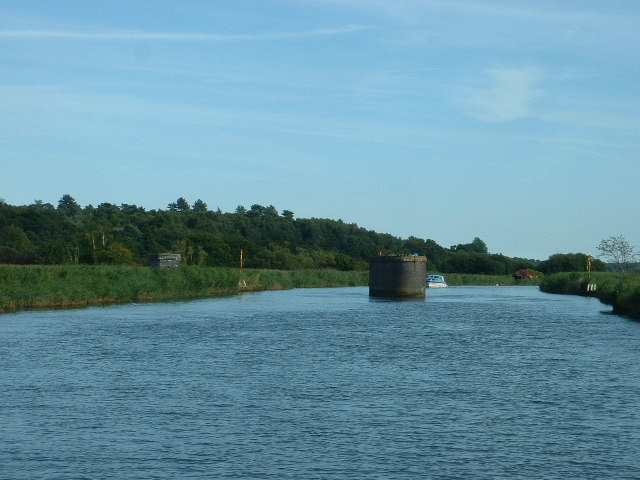
Im Waveney: Überreste der früheren Eisenbahnbrücke

Die Brücke der Landstraße A143 (Great Yarmouth – Bury St Edmunds) ist die erste Querung des Waveney flussaufwärts von Great Yarmouth. Der Bahnhof von Haddiscoe an der Norwich – Lowestoft Linie bedient auch St Olaves. Von einer früher nach Great Yarmouth abzweigenden Bahnstrecke sind noch die Pfeiler einer Brücke über den Waveney erhalten, von denen einer mitten im Fluss steht.
Zwischen Waveney und Haddiscoe Cut wurde ein künstlicher Hafen gebaut, der rund 100 Sportbooten Liegeplätze bietet. Daneben bestehen neben privaten Anlegern auch öffentliche Anlegestellen nahe der Straßenbrücke, wo auch Bootswerften und Bootsvermietungen zu finden sind.

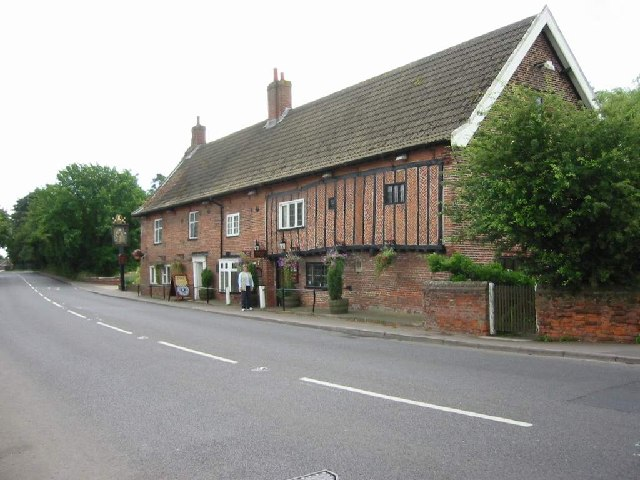
Gaststätte The Bell Inn

Das Bell Inn gilt als die älteste Gastwirtschaft in den Norfolk Boads.

### St Olaves Priory
Die früher von einem Prior geleitete Abtei (Priorat) der Augustiner wurde um das Jahr 1216 gegründet. Sie war Olav, dem König Norwegens aus dem 11. Jahrhundert, gewidmet.
Eine erhaltene Bestandsaufnahme aus dem Jahr 1536 lässt darauf schließen, dass das Priorat bereits im Niedergang begriffen war, bevor es ein Jahr später aufgelöst wurde. Im Jahr 1547 wurden die Gebäude nördlich des Klosters in ein Privathaus umgebaut.
Um das Jahr 1825 wurde der Boden des Untergeschosses des Refektoriums angehoben und aus dem Gebäude ein Landhaus gemacht, das bis 1902 bewohnt war.
Die Attraktion der Ruine sind deren Gewölbe. Hier findet sich das Refektorium aus dem 14. Jahrhundert. Seine gewölbte Decke ist ein frühes Beispiel für die Verwendung von Backstein in England. Die auf Säulen aus Purbeck-Marmor ruhende Decke ist fast vollständig erhalten und weist noch viele der ursprünglichen Stuckarbeiten auf.
Von der eigentlichen Kirche sind ein Stück des südlichen Seitenschiffs und Teile der Nordwand erhalten. Die Fundamente einiger der mit Ziegeln verkleideten Pfeiler, die die Arkaden des Kreuzgangs stützten, sind sichtbar.

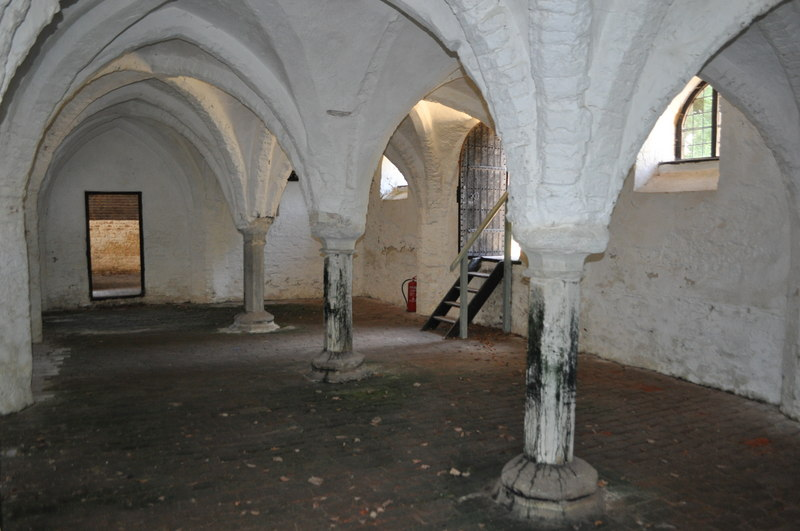
Erhaltene Gewölbe der St Olaves Priory